# DIN 2137

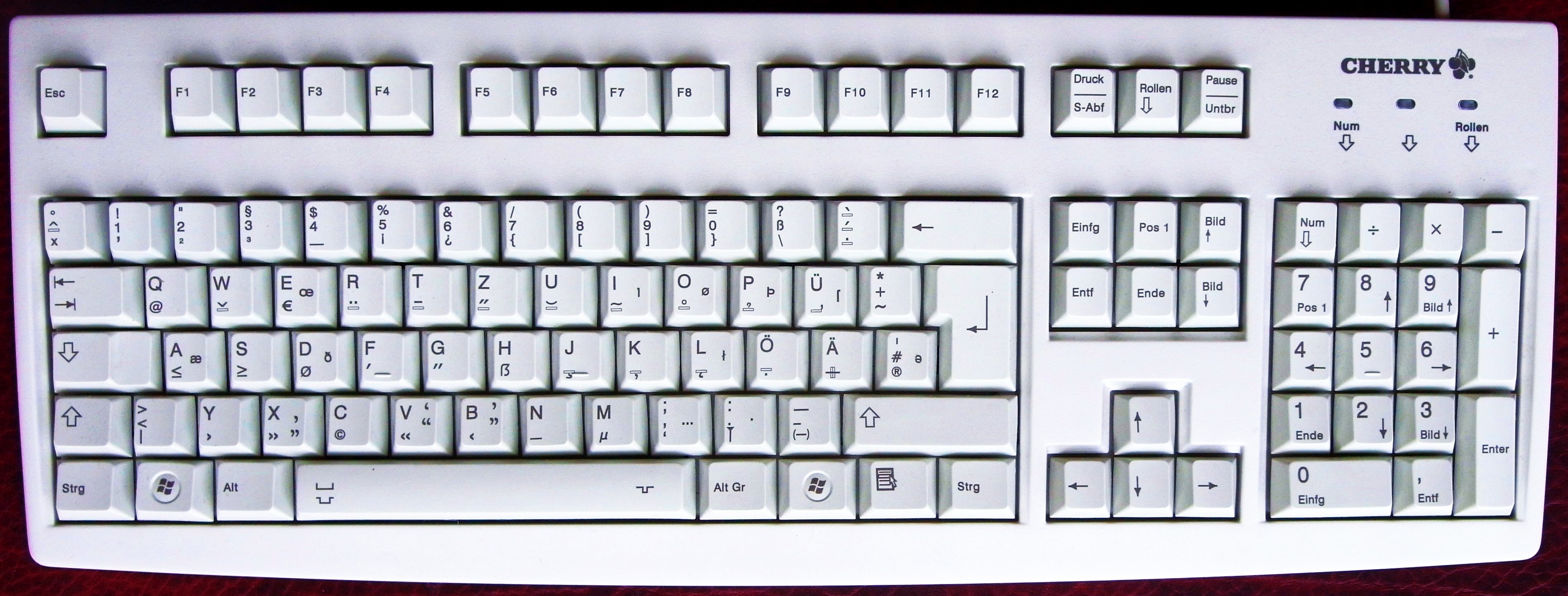
Modèle de clavier DIN 2137-T2.

DIN 2137 est une norme du Deutsches Institut für Normung pour la disposition de clavier allemand, publiée initialement en 1976, mis à jour en juin 2012. Elle est en cours de révision depuis 2017 et les brouillons de cette révisions ont été publiés en avril 2018,.
Sa dernière version est basée sur l’ISO/CEI 9995.
La norme définit trois dispositions de claviers successives :
- T1, clavier des versions précédentes
- T2, extension du T1 avec des lettres et signes diacritiques nécessaires pour les langues minoritaires d’Allemagne et d’Autriche, et pour certaines langues du reste du monde
- T3, extension du T2 incluant d’autres lettres de l’ISO/CEI 9995 nécessaires pour d’autres langues minoritaires.

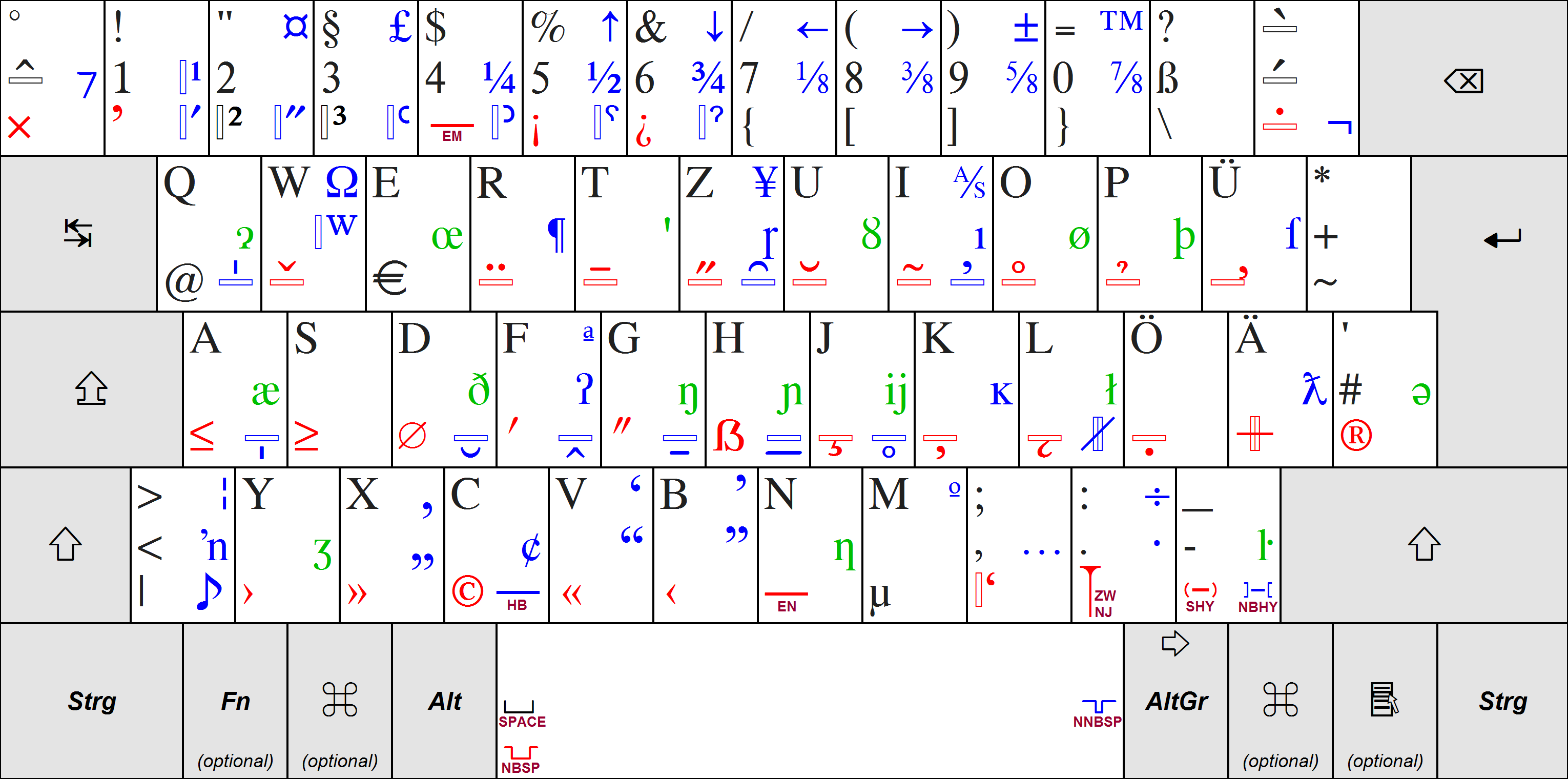
Disposition du clavier DIN 2137-T3.